# Karol Bahrke
Karol Bahrke (także Barke, ur. 16 marca 1868 w Wołkininowie, zm. prawdopodobnie 1935) – polski drukarz i wydawca, także redaktor czasopisma, brat Hugona Bahrkego.

## Życiorys
Pochodził z ubogiej rodziny osiadłej od wielu pokoleń pod Gołdapią. Z uwagi na biedę rodzina przeniosła się pod Kutno, gdzie zwrócił uwagę właściciela dóbr powierciańskich, Stanisława Kłobukowskiego, który interesował się historią i kulturą Mazur. Z jego pomocą ukończył gimnazjum w Warszawie, a potem studia uniwersyteckie w Halle. Zainteresowali się nim członkowie poznańskiego Komitetu dla Śląska, Prus Wschodnich i Zachodnich, zwłaszcza Alfonsa Parczewskiego, który dostrzegł w nim odpowiedniego kandydata na redaktora pisma dla Mazurów. W sierpniu 1895 obaj spotkali się potajemnie w tej sprawie u proboszcza Antoniego Wolszlegiera w Dąbrównie i wkrótce zaczął wydawać "Gazetę Ludową".
W 1896 został współzałożycielem Mazurskiej Partii Ludowej. W swojej drukarni wydawał jej główny organ prasowy, "Gazetę Ludową" w nakładzie 2 000 egzemplarzy. Był jej redaktorem. Wokół gazety zawiązał się komitet wyborczy, który prowadził agitację na rzecz polskich posłów. W związku z tym, a dokładnie za artykuł Kościół ewangelicko-polski i ludność jego w państwie niemieckim, Bahrkemu groził proces prasowy i kara pozbawienia wolności. Zagrożony tym w 1898 opuścił Mazury. Po przedostaniu się do Królestwa Polskiego skorzystał ze wsparcia Tomasza Teodora Jeża i ponownie Stanisława Kłobukowskiego, a w Galicji pomógł mu Karol Lewakowski, prezes Małopolskiego Stronnictwa Ludowego. W drodze do Szwajcarii został zatrzymany w Strassburgu na podstawie listu gończego, w wyniku czego stanął przed sądem w Ełku za rzekome przywłaszczenie drukarni. Został uniewinniony i w 1904 wyemigrował na stałe do Stanów Zjednoczonych, gdzie podjął pracę w redagowanym przez Antoniego Paryskiego czasopiśmie Ameryka – Echo. Nie ustalono daty jego śmierci.
Działając na Mazurach, przyczynił się tam do powstania wielu czytelni ludowych. W 1896 kupił drukarnię w Ełku. Wydawał w niej polskie ulotki i broszury.

## Upamiętnienie
Jego imieniem jest nazwana ulica na ełckim osiedlu Konieczki.